# Losser
Losser (basso sassone: Loster) è un villaggio ed una municipalità dei Paesi Bassi nella regione di Twente nel sudest della provincia di Overijssel. Losser confina nell'est col circondario della Contea di Bentheim, nel sud col circondario di Borken entrambi nella Germania, nel sudovest col comune di Enschede, nell'ovest col comune di Oldenzaal e nel nord col comune di Dinkelland.
Il comune conta 22 640 abitanti (1º gennaio 2010, fonte: CBS).